# Unione Sportiva Esperia
L'Unione Sportiva Esperia è una società pallavolistica femminile italiana con sede a Cremona.

## Storia
La sezione di pallavolo femminile, sorta nel 1961 all'interno della polisportiva con il nome di "Scoiattoli", approdò per la prima volta in Serie B nella stagione 1989-90. L'anno successivo, con sponsor Corte Buona, dopo la ripartizione della categoria, fu destinata alla Serie B2. Nel decennio successivo si alternarono retrocessioni e promozioni, fino all'acquisto del titolo di Serie B1, nel 2004.
All'inizio della stagione 2005-06 la compagine lombarda acquistò un altro titolo, quello del Curtatone, ed esordì in Serie A2, con sponsor Magic Pack. Miglior risultato della sua storia fu quello conseguito al termine della stagione 2007-08, con il raggiungimento della finale play-off per la promozione in A1 persa contro la Villanterio.
Nel maggio del 2009 la società scelse di mettere in vendita i suoi diritti di partecipazione al campionato di A2, acquistati in seguito dal Verona, e di ripartire dal campionato regionale di Serie D.
Nel 2016 acquistò i diritti per partecipare al campionato di Serie B2 dall'Acqui Terme. Dopo tre stagioni nella quarta serie, al termine della stagione 2018-19 venne promossa in Serie B1.
Al termine della stagione 2021-22 vinse i playoff venendo promossa in Serie A2 a tredici anni dall'ultima partecipazione. Dopo tre annate in serie cadetta, durante le quali partecipò per due volte alla Pool Promozione, decise di rinunciare alla Serie A2 per dedicarsi esclusivamente al settore giovanile.

## Rosa 2024-2025
| N° | Nome                 | Ruolo | Data di nascita  | Nazionalità sportiva |
| -- | -------------------- | ----- | ---------------- | -------------------- |
| 1  | Veronica Taborelli   | O     | 22 marzo 1994    | Italia               |
| 2  | Nicole Modesti       | C     | 16 marzo 2004    | Italia               |
| 5  | Dalila Marchesini    | C     | 3 gennaio 2006   | Italia               |
| 7  | Ilaria Maiezza       | L     | 18 febbraio 2006 | Italia               |
| 8  | Vera Bondarenko      | S     | 9 ottobre 2002   | Polonia              |
| 10 | Francesca Parlangeli | L     | 23 febbraio 1990 | Italia               |
| 11 | Sofia Turlà          | P     | 3 febbraio 1998  | Italia               |
| 12 | Alessia Arciprete    | S     | 6 settembre 1997 | Italia               |
| 13 | Matilde Munarini     | C     | 3 giugno 2004    | Italia               |
| 14 | Sara Bellia          | S     | 9 marzo 2004     | Italia               |
| 18 | Vittoria Zuliani     | S     | 29 febbraio 2004 | Italia               |
| 19 | Gaia Zorzetto        | P     | 19 agosto 2005   | Italia               |